# Hunter Tootoo
Pour les articles homonymes, voir Tootoo.
Hunter A. Tootoo (en inuktitut : ᕼᐊᓐᑕ ᑐᑐ), né le 18 août 1963 à Rankin Inlet (Territoires du Nord-Ouest), est un homme politique canadien. 
De 2015 à 2019, il est député dans la circonscription de Nunavut.

## Biographie
Tootoo se présente pour la première fois sous la bannière du Nouveau Parti démocratique (NPD) à l'élection fédérale du 19 octobre 1997 mais ne la remporte pas. Il est membre de l'Assemblée législative du Nunavut à partir de 1999, et est réélu 2003 et 2008. 7e président du Parlement territorial, en fonction entre 2011 et 2013, il ne se représente pas aux élections de 2013.
En 2015, il se représente de nouveau aux élections fédérales, cette fois sous la bannière du Parti libéral, contre l'ancien député libéral fédéral Jack Anawak (qui représente alors le NPD) et la députée et ministre fédérale de l'Environnement Leona Aglukkaq du Parti conservateur ; il est élu.  
Le 4 novembre 2015, il est nommé ministre des Pêches, des Océans et de la Garde côtière canadienne dans le cabinet de Justin Trudeau. Le 31 mai 2016, il démissionne de son poste de ministre et se retire du caucus libéral. Il admet, au mois d'août, avoir démissionné en raison d'une « relation consensuelle, mais inappropriée » en milieu de travail alors qu'il déclare initialement avoir à traiter un problème de dépendance à l'alcool. Il revient au Parlement en août suivant en siégeant comme indépendant.

## Résultats électoraux

### Élection fédérale de 2015
|       | Candidat                  | Parti        | # de voix | % des voix |
|       | Leona Aglukkaq (sortante) | Conservateur | +02 956,  | 24,82 %    |
|       | Hunter Tootoo             | Libéral      | +05 618,  | 47,17 %    |
|       | Jack Anawak (en)          | NPD          | +03 153,  | 26,47 %    |
|       | Spencer Rocchi            | Vert         | +00183,   | 1,54 %     |
| Total | Total                     | Total        | 11 910    | 100 %      |